# Lily Ross Taylor
Lily Ross Taylor (12 de agosto de 1886 - 18 de noviembre de 1969) fue una historiadora y prosopógrafa estadounidense conocida por su obra Voting Districts of the Roman Republic y sus estudios de la religión romana. Fue la primera mujer miembro de la Academia Americana en Roma.
Nació el 12 de agosto de 1886 en Auburn, Estados Unidos. Cursó inicialmente matemáticas en la Universidad de Wisconsin, pero luego cambió de especialidad. En 1906 recibió el bachiller universitario en letras y se trasladó al Bryn Mawr College donde estudió literatura e historia romanas bajo la supervisión de Arthur Leslie Wheeler y Tenney Frank. Obtuvo el doctorado en 1912 con la tesis The Cults of Ostia. Sirvió en la Cruz Roja Americana durante la Primera Guerra Mundial en Italia y los Balcanes y fue la primera mujer en obtener una beca fellow en la Academia Americana en Roma, de la que se convirtió en 1917 en su primer miembro femenino. Entre 1912 y 1927 fue profesora de latín en el Vassar College. Ascendió a decana en 1942, ese mismo año se desempeñó como presidenta de la Asociación Filológica Estadounidense, y en 1947, como mujer científica, fue nombrada profesora sather en la Universidad de California. De 1943 a 1944, en plena Segunda Guerra Mundial, fue la principal analista de ciencias sociales en la Oficina de Servicios Estratégicos. Fue elegida miembro de la Academia Estadounidense de las Artes y las Ciencias en 1951. Al jubilarse de Bryn Mawr en 1952, permaneció activa como profesora a cargo de la Escuela Clásica de la Academia Americana en Roma, y como miembro del Instituto de Estudios Avanzados en Princeton, Nueva Jersey. Ese año, recibió el premio al Logro de la Asociación Estadounidense de Mujeres Universitarias.
Murió atropellada el 18 de noviembre de 1969 en Bryn Mawr, Estados Unidos por un conductor que se dio a la fuga.